# スカラレ・エンゼル
スカラレ・エンゼル（学名：Pterophyllum scalare）は、エンゼルフィッシュの1種で、現在流通しているエンゼルフィッシュの改良品種の母体となった野生種である。
1823年にブラジルで発見された標本に基づき記載され、1910年頃にはドイツで趣味としての飼育が始まった。日本へ入ってきたのは1930年頃といわれている。

## 分布

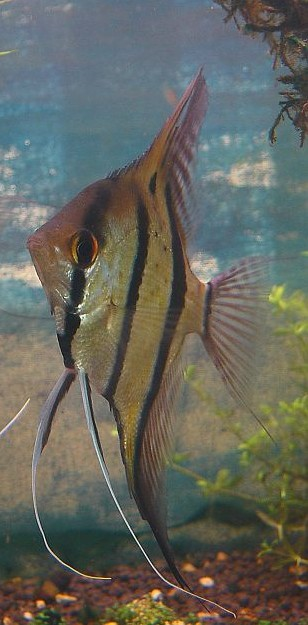
変異個体の一例
体形がアルタム・エンゼルに似ており「ペルー・アルタム」と呼ばれるタイプ

南米のペルー、コロンビア、ブラジルにまたがるアマゾン川流域に生息する。エンゼルフィッシュ野生種の中では最も多く輸入されていて、単にワイルドエンゼルとして流通することも多い。アマゾン流域に広範囲に棲息しているため、大きさ、体色、体形、スポット模様と多くの変異がある。

## その他のエンゼルフィッシュ
- アルタム・エンゼル
- デュメリリィ・エンゼル